# Enric Senabre Carbonell
Enric Senabre Carbonell (Alcoi, 30 d'octubre de 1964) és professor de filosofia i ètica d'educació secundària a l'IES Ramón Llull de València, i divulgador de la filosofia a través de diferents obres.
Ha treballat la filosofia i l'ètica des dels seus inicis. L'any 2003 va guanyar el 2n. Premi d'innovació pedagògica de la Conselleria de cultura, educació i esports de la Generalitat Valenciana 2003. Pel treball “De la moral a l'ètica”.
També ha reflexionat sobre la didàctica de la filosofia, pensaments que es troben a l'article "Ensenyar a pensar a qui no vol aprendre’n. O com innovar en l'ensenyament de la filosofia en l'època de l'idiotisme digital" Quaderns de Filosofia. Vol4. Nº1. 2017, i al llibre "Per què filosofia?" Article al llibre col·lectiu Per què Filosofia? Coord. Sergi Pitarch. Editorial Neopàtria. València. 2017.
En aquesta línia també ha publicat llibres de divulgació filosòfica i de la ciutadania i l'ètica, com El sabor de la ciutadania. València. Ed. Bromera.2008 i la seva versió en castellà, El sabor de la ciudadanía. Valencia. Ed Algar. 2008. També Política per a joves inquiets. València. Ed Bromera. 2011 (2º ed 2014) i El viatge d'Atena. València. Ed. Bromera. 2015. I diversos articles al llibre col·lectiu Archilés, Benavent, Gutiérrez i Senabre. Doce preguntas sobre ética. València. Ed. Diálogo. Colección Tábano. 2013
Ha publicat articles sobre coeducació afectiva i sexual, dels quals és coautor amb Rosa Sanchis, entre ells "Educar la sexualitat: educar per a la igualtat." REVISTA GUIX nº 311. Suplement Guixdos 111. Gener 2005, “Educar la sexualitat” Revista Guix. nº. 319 Novembre 2005, “Les sèries de television des de la perspectiva de l'educació sexual i de gènere.”. Revista digital Aulamèdia. Gener 2006, i “Naftalina per a la sexualitat” Revista Guix. nº. 328 Octubre 2006. Amb Rosa Sanchis, també ha guanyat els premis; 1r. Premi d'assaig comarcal “Peñas Albas” Villa de Chiva 2003. Pel treball “Adolescència i sexualitat de la joventut de Chiva.” 2n. Premi d'innovació pedagògica de la Conselleria de cultura, educació i esports de la Generalitat Valenciana 2003. Pel treball “De la moral a l'ètica” i 3r. Premi de transversalitat de la Conselleria de cultura, educació i esports de la Generalitat Valenciana 2004. Pel treball “Educar la sexualitat. Educar per a la igualtat”. I han publicat Sexualidad y adolescencia (Ed. Rialla, 2005), Què tinc ací baix? (Ed. Bullent, 2005) i la seua traducció al castellà en l'editorial Abisal. Aquest col·lectiu va rebre el Llaç Lamba el 2009 en reconeixement del seu treball a l'aula en favor de la tolerància, la igualtat i l'educació afectiva i sexual.
També s'ha dedicat a l'educació audiovisual i la reflexió filosòfica sobre la televisió, mostra d'aquest treballs són els articles; “Amb la publicitat ens hem trobat!” Revista digital Aulamèdia. Març 2007. “Introduir la filosofia des de la televisió.” Quaderns de filosofia i ciència nº 37. València 2007. “Educar en estèreo”. Quaderns digitals, nº 45. Març 2007. “Pensar amb la televisió”. Revista Guix, 343. Març 2008. “Televisió i pensament.“ L'Espill nº 29. València. Tardor 2008. “Com l'oli i l'aigua”. Revista digital Aulamèdia. Setembre 2010. Sobre aquest tema també ha guanyat premis d'innovació pedagògica, com el 1r. Premi de la VIIIa. convocatòria d'experiències d'innovació pedagògica “Ciutat d'Alzira” 2006. Pel treball: “Pensar amb la televisió”, el Premi Micalet 2007-VIIIé PREMI CAIXA POPULAR ENRIC SOLER I GODES D'EXPERIÈNCIES PEDAGÒGIQUES A L'ESCOLA, pel treball “Televisió i filosofia” i el 1r. Premi d'innovació pedagògica de la Conselleria de cultura, educació i esports de la Generalitat Valenciana 2007, pel treball “De la televisió a la filosofia”. I ha publicat els llibres "Mira la tele...i pensa-hi! Per entendre la televisió...amb la filosofia." València. Ed. del Bullent. 2007. I la seua traducció al castellà "Mira la tele...¡y piensa! Para entender la televisión...con la filosofía". València. Ed. Abisal. 2007. També l'assasig de didàctica de la filosofia i els mitjans audiovisuals, "Televisió i filosofia". València. Ed. Denes, 2010. Aquesta línia de treball educatiu sobre l'audiovisual ha continuat amb la utilització de les sèries com a recurs educatiu, experiència que es pot consultar a l'article Sèries en sèrie. Publicat a la Revista Paideia 116.
Darrerament es dedica més a investigar la relació entre Tecnologies de la informació i les comunicacions (TIC) i educació i a estimular la reflexió filosòfica sobre les mateixes. Fruit d'aquesta dedicació podem trobar els articles i comunicacions a congressos i jornades; "Twitter i l'aforisme filosòfic." Quaderns digitals, nº 78. Juny 2014. "Ètica de l'smartphone." L'Espill nº 46, Primavera 2014, (pg 33-41). Comunicació. "La filosofia a la xarxa." Congrés de filosofia del País Valencià. Benimodo, abril 2014. Actes del congrés publicades en línia, pàgina 52. Comunicació. "Ètica de la invisibilitat; cínics, hipòcrites i malvats." I Congreso Internacional de la Red Española de Filosofia (REF). Los retos de la filosofía en el siglo XXI. València. Septiembre 2014. (Actes del congrés publicades en línia, pag. 55-63 . "Educar per la igualtat amb les xarxes socials: Snapchat i Instagram." Revista Treballadors de l'ensenyament. CCOO. Juny 2017. nº 359. pàg.: 14-16. Ha ampliat aquest aspecte de treball a l'article a la revista Quaderns d'educació contínua, no. 46 hivern 2021. De la distòpia tecnoeducativa a la formació ciutadana en xarxes: jugar, pensar, actuar. pàgines: 22-32
I d'aquest tema tracta el seu darrer llibre, L'infinit a les teues mans, de l'editorial Bromera, en el qual Atena i els seus amics han passat tot l'estiu enganxats a la pantalla del mòbil, però s'acaben les vacances i han de començar l'institut. Tot i que compaginen els deures i els exàmens amb els whatsapps i les xarxes socials, Atena començarà a replantejar-se la informació que penja en Internet quan els seus comptes siguen envaïts per comentaris grollers i insultants de la mà d'un usuari desconegut: «infinit05». La jove intentarà descobrir qui és el misteriós assetjador i, afortunadament, no estarà sola. L'obra inclou una guia didàctica amb consells per a fer un bon ús del telèfon mòbil, així com algunes activitats i propostes per a treballar a classe. També ha publicat la continuació, L'infinit no s'acaba mai, amb una profundització d'aquesta trama, més històries amb el mòbil entre les mans i més reflexions sobre el seu ús. En la mateixa línia però il·lustrat i per a un públic més menut, ha publicat Laia juga amb el mòbil, en Bromera (Laura juega con el móvil, en castellà en Algar.
Amb Vicent Costa (investigador al CSIC de Barcelona), ha investigat sobre la IA i el seu ús ètic, social i polític i, fruit d'aquesta indagació és el llibre Intel·ligència artificial. Com els algorismes condicionen les nostres vides. De l'editorial valenciana Sembra llibres. On es tracten temes com: què és la intel·ligència artificial? Com es va originar? Com ha passat a ser tan important en el nostre dia a dia? Què tenen a veure Black Mirror i l’aplicació Radar COVID? Per què Google Photos va classificar de manera racista una selfie d’una parella de joves afroamericans? Pot un software perseguir presumptes delinqüents? És ètic que una aplicació seleccione personal? Acabarem fent match amb un robot? Per què són tan opacs i poderosos els algorismes d’Amazon, Google o Netflix?  En la mateixa línia de treball, ha publicat l'article La distòpia digital ja ha arribat: no mireu les estreles, fixeu-vos en el dit que les assenyala. a la Revista al margen. On defensa la tesi que haurem d’organitzar-nos col·lectivament per tal d’esquivar aquests efectes negatius sobre la nostra convivència. Controlar les nostres dades amb un ús informat, utilitzar plataformes alternatives no fiscalitzades pel poder econòmic i polític, generar contrainformació verídica i difondre-la, vigilar i fiscalitzar l’actuació d’aquestes corporacions que es creuen les ames del món amb l’aquiescència d’un poder econòmic i polític que se’n beneficia del seu funcionament. Una espècie de guerrilla ciutadana digital que no abandone l’espai virtual, sinó que en faça ús amb consciència i organització davant dels efectes no desitjats del seu poder.

## Obra
- Sanchis, R. i Senabre, E. Adolescencia y sexualidad. València. Rialla. 2005
- Sanchis, R. i Senabre, E. Què tinc ací baix? Per entendre la sexualitat. València, Ed. del Bullent. 2005
- Sanchis, R. i Senabre, E. Para entender la sexualidad. València, Ed. Abisal. 2007
- Senabre, E. Mira la tele...i pensa-hi! Per entendre la televisió...amb la filosofia. València. Ed. del Bullent. 2007.
- Senabre, E. Para entender la televisión...con la filosofía. València. Ed. Abisal. 2007
- Sanchis, R i Senabre E i altres. Sexualidad, identidad y afectividad. Ed. Graó. Barcelona. 2007
- Senabre, E. El sabor de la ciutadania. Alzira. Ed. Bromera.2008
- Senabre, E. El sabor de la ciudadanía. Alzira. Ed Algar. 2008
- Senabre, E. Televisió i filosofia. València. Ed. Denes, 2010.
- Senabre, E. Política per a joves inquiets. Alzira. Ed Bromera. 2011 (2º ed 2014)
- Archilés, Benavent, Gutiérrez i Senabre. Dotze preguntes sobre ètica. València. Ed. Diálogo. Colección Tábano. 2013
- Senabre, E. El viatge d'Atena. Alzira.. Ed. Bromera. 2015
- Senabre, E. Generació C. Reflexions per conviure amb la pandèmia. Alzira. Editorial Bromera, 2020.
- Senabre, E. L'infinit a les teues mans. Alzira Ed Bromera. 2018
- Senabre, E. L'infinit no s'acaba mai. Alzira Ed Bromera. 2023 (2a edició)
- Senabre, E. i Costa, V. Intel·ligència artificial. Com els algorismes condicionen les nostres vides. València: Sembra Llibres. 2021
- Senabre, E. El despertar. Per una educació de qualitat. Fundació Bromera per al foment de la lectura. Alzira. 2022.
- Senabre, E. Laia juga amb el mòbil. Alzira Ed Bromera. 2024
- Senabre, E. Laura juega con el móvil. Alzira. Ed. Algar. 2024